# 禮文町
禮文町（日语：／ Rebun chō */?）是日本北海道宗谷綜合振興局西部海域中禮文島上的町，位於稚內市西方50公里，為全日本最北的町。該島南北長，南北長29公里，東西長8公里，呈近似倒三角形。當地以漁業為主，並以利尻海帶的產地聞名。島上有許多特有植物，又因為禮文島為日本最北的島嶼，使得該町成為旅遊景點。轄區北部以船泊聚落為主，南部為香深聚落。由於西部為懸崖絕壁，未能建設公路，僅有北海道40號線禮文島線沿東岸貫穿南北。
名稱源自阿伊努語的「rep-un-sir」，意思為海對面的島。

## 歷史
- 1685年：島上設置松前藩領地宗谷場所附屬場所。
- 1878年：於香深設置禮文郡各村戶長役場。
- 1892年：船泊村從香深村分村。
- 1902年4月1日：船泊村、神崎村合併船泊村，香深村、尺忍村合併為香深村，兩村並同時成為北海道二級村。[1]（4村）
- 1956年9月20日：由於香深村財政狀況不佳，船泊村和香深村合併為禮文村。
- 1959年9月1日：改制為禮文町。

## 交通

### 機場
- 禮文機場

### 港口
- 香深港

### 道路
| 主要道道 - 北海道道40號禮文島線 | 道道 - 北海道道507號船泊港利禮公園線 - 北海道道765號元地香深線 - 北海道道926禮文機場線 |

## 觀光景點

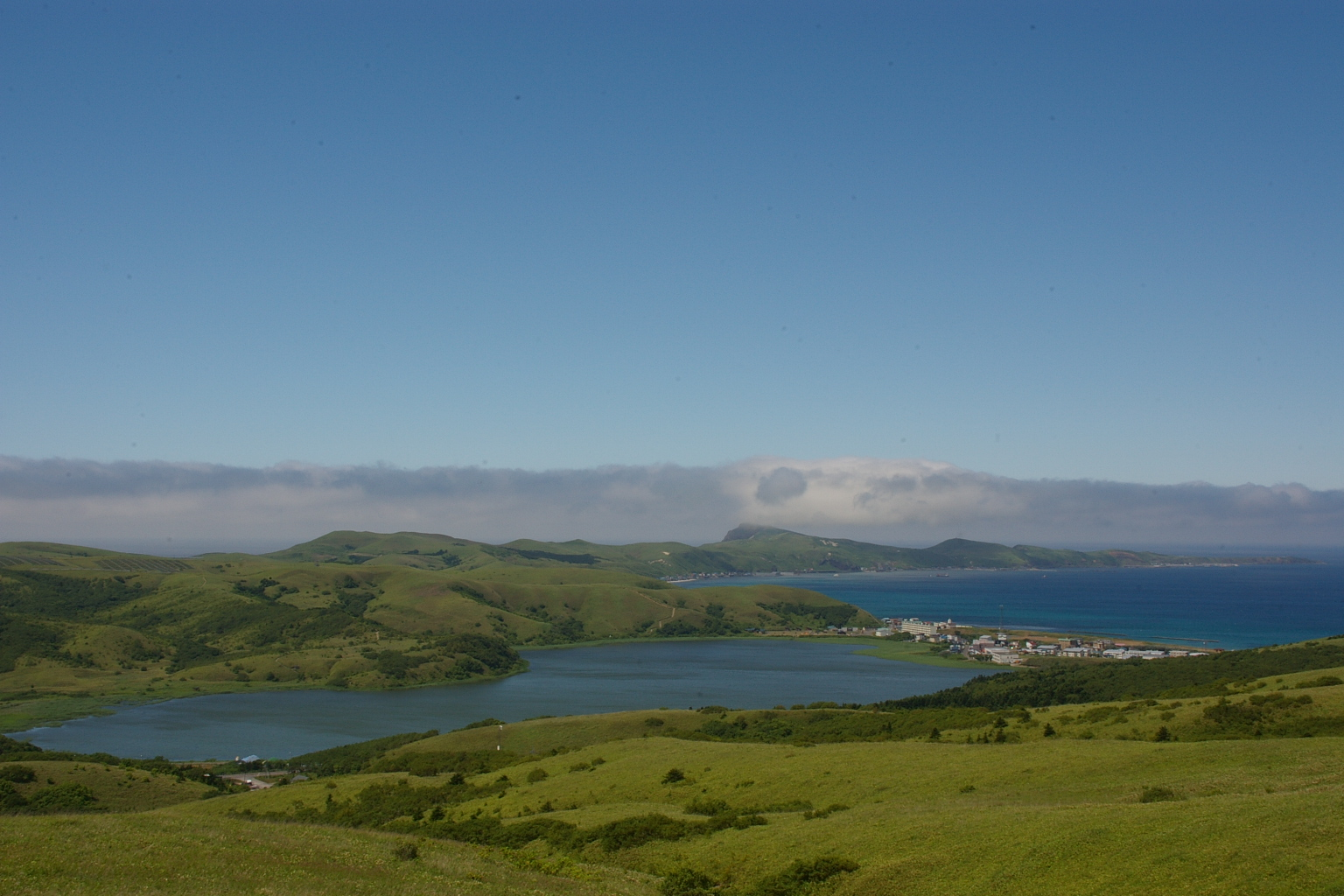
久種湖（左）與船泊灣，之間為船泊城區

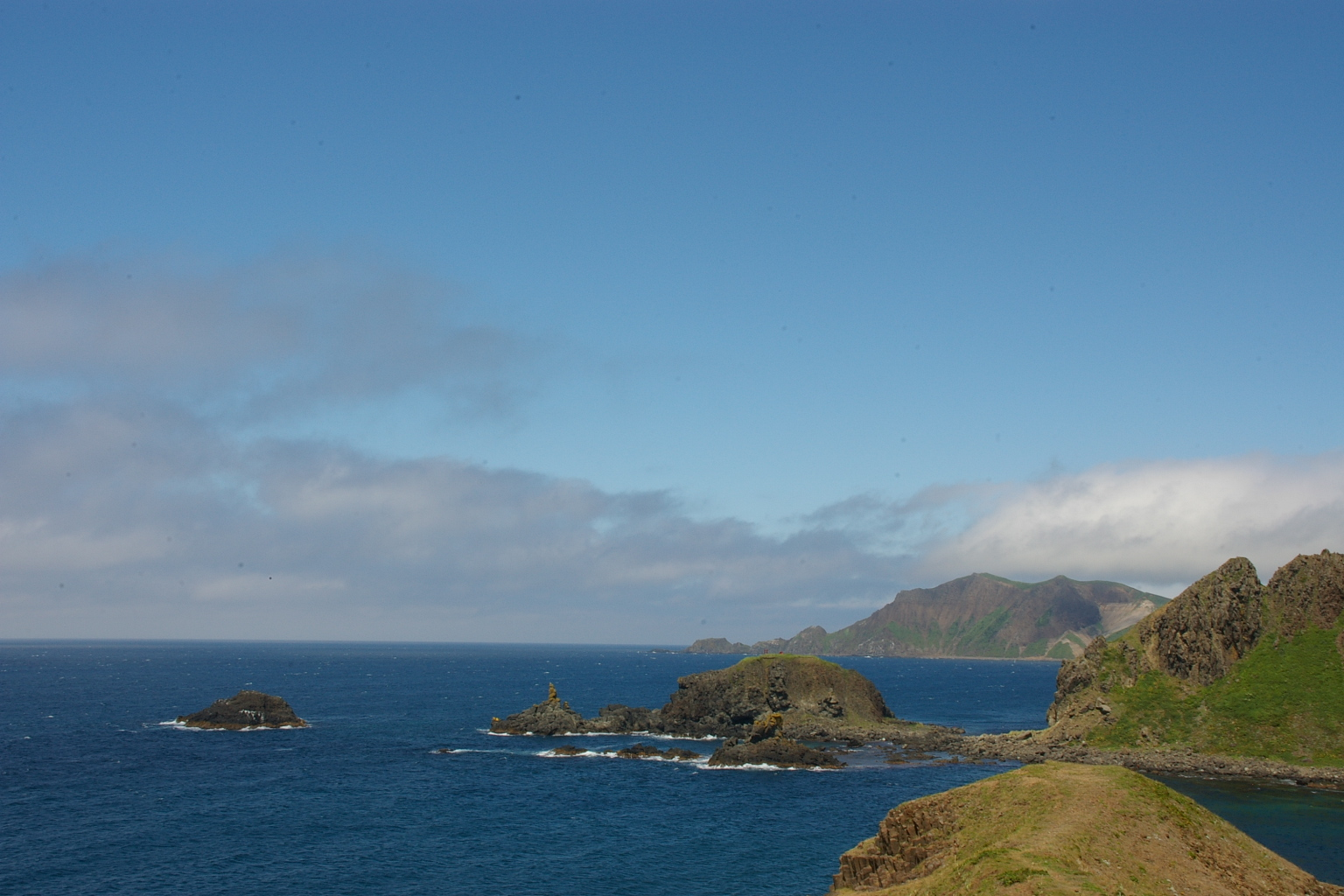
澄海岬

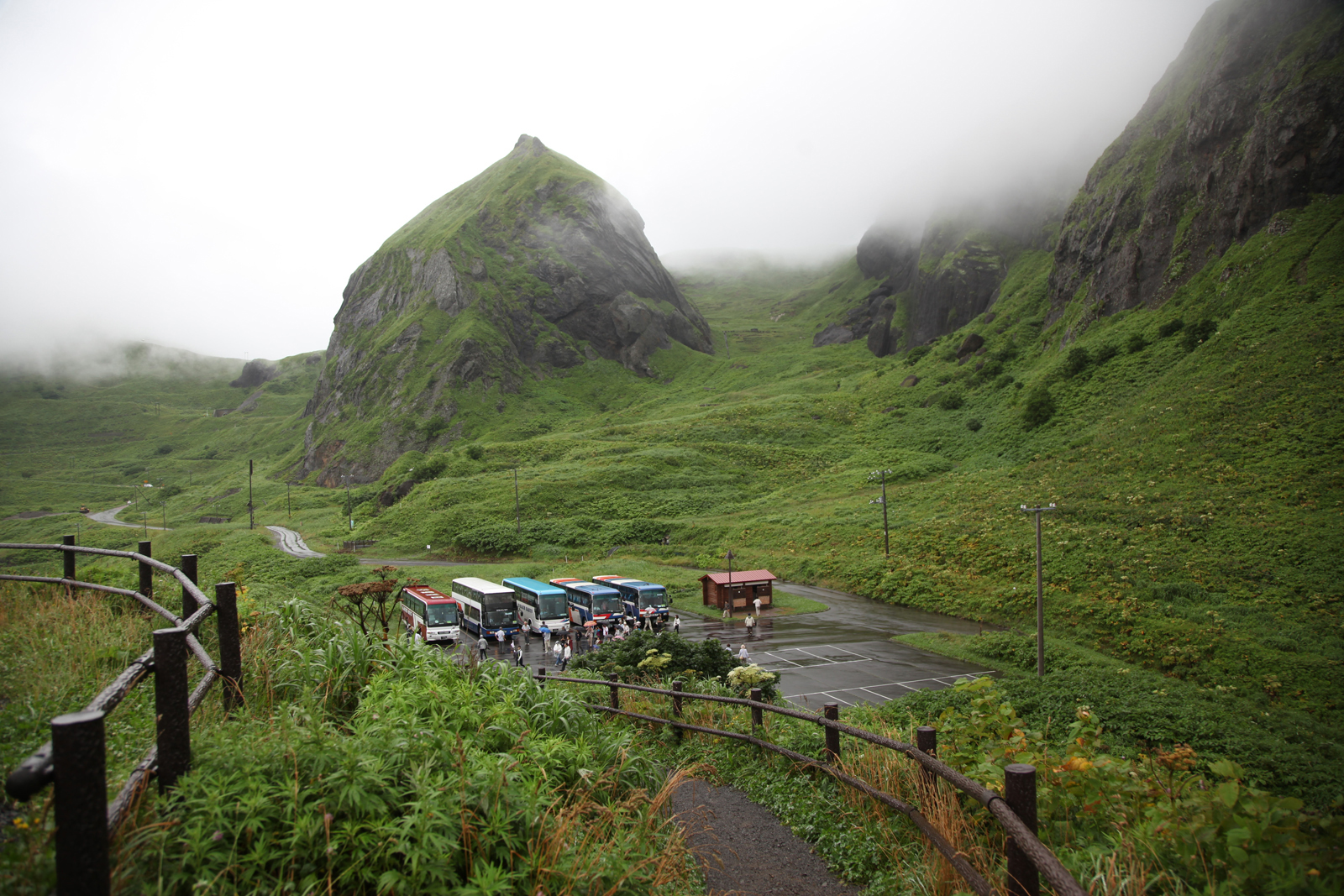
桃岩

### 觀光
- 高山植物園
- 高山植物群落
- 禮文林道
- 桃岩展望台
- 地藏岩
- 貓岩
- 日環食觀測記念碑：1948年5月9日的日環食，有來自日本和美國約1500名研究人員前來進行觀測，紀念碑即立於當時的觀測地點。
- 錢屋五兵衛記念碑：紀念來自江戶的富商
- 上村占魚句碑
- 須古頓岬（日语：スコトン岬）：禮文島的最北端
- 澄海岬
- 禮文岳：標高490公尺
- 久種湖：日本最北的湖、觀音蓮生長地
- 利尻禮文佐呂別國立公園

### 文化遺產
- 禮文島出土的齒製女性像及動物像（北海道指定有形文化財）：長昌寺收藏、複製品收藏於禮文町鄉土資料
- 禮文島桃岩付近一帶的野生植物（北海道指定天然記念物）
- （北海道指定天然記念物）

### 祭典
- 花祭：6月
- 嚴島神社祭：7月
- 湖畔祭：8月
- 海峽祭：8月

### 原生植物
禮文町有超過300種以上的原生植物，包括固有種、稀少種：
- 千島龍膽
- 二並草
- 禮文敦盛草
- 禮文岩蓮華
- 禮文薄雪草
- 禮文金梅草
- 禮文小櫻
- 禮文鹽竈
- 禮文草
- 禮文唐飛廉
- 禮文花忍

## 教育

### 高等學校
- 道立北海道禮文高等學校 （页面存档备份，存于）（日本最北的高等學校）

### 中學校
| - 禮文町立香深中學校 | - 禮文町立船泊中學校 （页面存档备份，存于） |

### 小學校
| - 禮文町立禮文小學校 - 禮文町立香深井小學校 （页面存档备份，存于） - 禮文町立神崎小學校 | - 禮文町立船泊小學校 - 禮文町立元地小學校 - 禮文町立尺忍小學校 |

## 姊妹市・友好都市

### 日本
- 大迫町（岩手縣稗貫郡）：現已併入花巻市
- 郡豐町（廣島縣豐田郡）：現已併入吳市

## 外部連結
- （日語）禮文町觀光協會 （页面存档备份，存于）
- （日語）禮文島自然情報
- （日語）禮文島旅遊民宿情報 （页面存档备份，存于）